# 第60回全国高等学校ラグビーフットボール大会
第60回全国高等学校ラグビーフットボール大会は、1980年（昭和55年）12月27日から1981年（昭和56年）1月7日まで花園ラグビー場にて行われた全国高等学校ラグビーフットボール大会である。優勝校は、京都府代表の伏見工業高校で、2回目の出場で初の全国制覇に輝いた。出場校は大会史上最多の53校。

## 概要
第60回記念大会は山形、島根、沖縄の初参加県を加え、史上最多の53校を集めて開催された。なかでも山形県は加盟校が1校のため予選なしで酒田工高が出場した。

### 日程
- 12月27日、12月28日 1回戦
- 12月30日 2回戦
- 1月1日 3回戦
- 1月3日 準々決勝
- 1月5日 準決勝
- 1月7日 決勝

## 出場校
北海道・東北
- 北北海道 美幌（3年ぶり4回目）
- 南北海道 深川西（初出場）
- 青森県 八戸西（初出場）
- 岩手県 黒沢尻工（4年連続12回目）◎
- 宮城県 石巻工（5年ぶり3回目）
- 秋田県 秋田工（4年連続41回目）◎
- 山形県 酒田工（初出場）
- 福島県 磐城（初出場）

関東
- 茨城県 日立一（3年連続3回目）
- 栃木県 佐野（3年ぶり2回目）
- 群馬県 東農大二（初出場）
- 埼玉県 熊谷工（5年連続13回目）
- 千葉県 千葉南（初出場）
- 東京都第1 保善（2年連続22回目）◎
- 東京都第2 大東大一（3年ぶり4回目）
- 神奈川県 東海大相模（3年ぶり6回目）
- 山梨県 日川（3年連続12回目）◎

北信越・東海
- 新潟県 新潟工（15年連続15回目）
- 長野県 下伊那農（10年ぶり5回目）
- 富山県 魚津工（初出場）
- 石川県 羽咋工（2年連続9回目）
- 福井県 若狭農林（2年ぶり5回目）
- 静岡県 清水南（6年連続9回目）
- 愛知県第1 西陵商（2年ぶり16回目）
- 愛知県第2 名古屋工（2年連続6回目）
- 岐阜県 関商工（4年連続9回目）◎
- 三重県 木本（初出場）

近畿
- 滋賀県 八幡工（10年ぶり2回目）
- 京都府 伏見工（2年連続2回目）◎
- 大阪府第1 大阪工大高（3年連続9回目）◎
- 大阪府第2 浪商（2年連続9回目）
- 大阪府第3 興國（10年ぶり6回目）
- 兵庫県 報徳学園（6年連続13回目）
- 奈良県 天理（7年連続37回目）◎
- 和歌山県 和歌山工（10年ぶり3回目）

中国
- 鳥取県 米子工（初出場）
- 島根県 出雲（初出場）
- 岡山県 津山工（10年ぶり4回目）
- 広島県 崇徳（15年ぶり14回目）
- 山口県 大津（8年ぶり2回目）

四国
- 香川県 坂出工（10年ぶり2回目）
- 徳島県 貞光工（2年ぶり12回目）
- 愛媛県 新田（3年連続21回目）◎
- 高知県 高知東（初出場）

九州
- 福岡県 福岡（6年ぶり34回目）
- 佐賀県 佐賀工（3年連続10回目）
- 長崎県 長崎南（3年ぶり6回目）
- 熊本県 熊本工（3年ぶり20回目）
- 大分県 大分舞鶴（3年連続20回目）◎
- 宮崎県 延岡東（初出場）
- 鹿児島県 鹿児島玉龍（12年ぶり4回目）
- 沖縄県 石川（初出場）

前年度優勝
- 東京都 目黒（14年連続14回目）◎

※◎印はシード校

## 試合時間
※1、2回戦は25分ハーフで行い、2回戦以降は30分ハーフで行う。同点で終了した場合は抽選にて次回出場校を決める。

## 試合

### 1回戦
- 佐賀工 22 - 4 美幌
- 鹿児島玉龍 13 - 7 魚津工
- 熊谷工 20 - 6 報徳学園
- 浪商 41 - 7 東農大二
- 名古屋工 14 - 4 羽咋工
- 東海大相模 50 - 9 貞光工
- 日立一 46 - 0 高知東
- 熊本工 60 - 0 酒田工
- 若狭農林 40 - 0 米子工
- 石巻工 21 - 6 大津
- 八幡工 26 - 9 清水南

- 深川西 35 - 0 和歌山工
- 崇徳 7 - 4 千葉南
- 福岡 14 - 12 磐城
- 佐野 11 - 7 石川
- 木本 27 - 0 出雲
- 大東大一 22 - 6 津山工
- 八戸西 8 - 7 興國
- 西陵商 15 - 3 延岡東
- 新潟工 40 - 0 坂出工
- 長崎南 24 - 4 下伊那農

### 2回戦
- 大阪工大高 39 - 14 佐賀工
- 熊谷工 52 - 0 鹿児島玉龍
- 関商工 6 - 0 浪商
- 日川 24 - 0 名古屋工
- 大分舞鶴 22 - 16 東海大相模
- 熊本工 23 - 4 日立一
- 若狭農林 10 - 9 石巻工
- 新田 32 - 7 八幡工

- 黒沢尻工 41 - 10 深川西
- 福岡 16 - 13 崇徳
- 保善 40 - 4 佐野
- 天理 32 - 6 木本
- 目黒 18 - 0 大東大一
- 秋田工 40 - 0 八戸西
- 西陵商 32 - 0 新潟工
- 伏見工 62 - 0 長崎南

### 3回戦
- 大阪工大高 60 - 0 熊谷工
- 関商工 24 - 17 日川
- 大分舞鶴 66 - 4 熊本工
- 新田 20 - 10 若狭農林

- 黒沢尻工 64 - 12 福岡
- 保善 40 - 13 天理
- 秋田工 13 - 10 目黒
- 伏見工 51 - 0 西陵商

### 準々決勝
- 大阪工大高 36 - 0 関商工
- 大分舞鶴 28 - 4 新田

- 黒沢尻工 45 - 12 保善
- 伏見工 16 - 10 秋田工

### 準決勝
- 大阪工大高 37 - 0 大分舞鶴
- 伏見工 28 - 10 黒沢尻工

### 決勝
- 伏見工（初優勝） 7 - 3 大阪工大高